# With a Girl Like You
With a Girl Like You is een hit van de Engelse popband The Troggs. Het nummer bereikte op 20 augustus 1966 de eerste plaats op de Veronica Top 40, een positie die het nummer slechts een week bezette.

## Hitnoteringen

### Nederlandse Top 40
| Hitnotering: 30-07-1966 t/m 29-10-1966 | Hitnotering: 30-07-1966 t/m 29-10-1966 | Hitnotering: 30-07-1966 t/m 29-10-1966 | Hitnotering: 30-07-1966 t/m 29-10-1966 | Hitnotering: 30-07-1966 t/m 29-10-1966 | Hitnotering: 30-07-1966 t/m 29-10-1966 | Hitnotering: 30-07-1966 t/m 29-10-1966 | Hitnotering: 30-07-1966 t/m 29-10-1966 | Hitnotering: 30-07-1966 t/m 29-10-1966 | Hitnotering: 30-07-1966 t/m 29-10-1966 | Hitnotering: 30-07-1966 t/m 29-10-1966 | Hitnotering: 30-07-1966 t/m 29-10-1966 | Hitnotering: 30-07-1966 t/m 29-10-1966 | Hitnotering: 30-07-1966 t/m 29-10-1966 | Hitnotering: 30-07-1966 t/m 29-10-1966 | Hitnotering: 30-07-1966 t/m 29-10-1966 |
| Week:                                  | 1                                      | 2                                      | 3                                      | 4                                      | 5                                      | 6                                      | 7                                      | 8                                      | 9                                      | 10                                     | 11                                     | 12                                     | 13                                     | 14                                     |                                        |
| -------------------------------------- | -------------------------------------- | -------------------------------------- | -------------------------------------- | -------------------------------------- | -------------------------------------- | -------------------------------------- | -------------------------------------- | -------------------------------------- | -------------------------------------- | -------------------------------------- | -------------------------------------- | -------------------------------------- | -------------------------------------- | -------------------------------------- | -------------------------------------- |
| Positie:                               | 17                                     | 9                                      | 4                                      | 1                                      | 2                                      | 2                                      | 2                                      | 2                                      | 4                                      | 4                                      | 7                                      | 10                                     | 17                                     | 29                                     | uit                                    |

### NPO Radio 2 Top 2000
| Nummer met noteringen in de NPO Radio 2 Top 2000 | '99  | '00  | '01  | '02  | '03  |
| ------------------------------------------------ | ---- | ---- | ---- | ---- | ---- |
| With a Girl Like You                             | 1669 | 1809 | 1658 | 1943 | 1849 |

1. ↑  Een vetgedrukt getal geeft de hoogste notering aan.
2. ↑  Deze tabel is bijgewerkt tot en met de laatste editie (2024).